# Carlos Augusto Rivas
Carlos Augusto Rivas (Jamundí, Colombia; 15 de abril de 1994) es un futbolista colombiano. Juega en la posición de delantero y su equipo actual es Chattanooga FC de la MLS Next Pro estadounidense.

## Trayectoria

### Once Caldas
Es un jugador surgido del club Professionales de la ciudad de Manizales, dirigido por Ancisar "Panelo" Valencia su mentor quien posteriormente lo llevaría a las divisiones menores del Once Caldas, en el cual durante el año 2012 hasta la primera temporada del 2013 estuvo en el Once Caldas de Colombia. 

### Deportivo Cali
En el año 2013 cambió de equipo hacia el Deportivo Cali. Debuta el 14 de agosto en el empate aun gol frente al Unión Magdalena por la Copa Colombia 2013 clasificando por penales, cuatro días después marca su primer gol en la derrota 2-1 en su visita al Real Cartagena. El 23 de noviembre le da la victoria a su club 2 a 1 como visitantes frente a su exequipo el Once Caldas por Liga.

El 12 de febrero debuta a nivel internacional en la victoria por la mínima sobre Cerro Porteño por la Copa Libertadores 2014. El 16 de marzo marca su primeros dos goles del año 2014 dando la victoria a su equipo 2 por 1 sobre Patriotas Boyacá, velve a marca doblete el 3 de agosto en el 2-0 sobre Deportivo Pasto. Su primer gol en copas internacionales lo hace el 28 de agosto en la goleada 3 a 0 sobre UTC Cajamarca de Perú.
Su último gol con el club lo hace en su último partido el 29 de noviembre de 2014 en la derrota 4-2 contra el Deportes Tolima en el Estadio Manuel Murillo Toro.

### Orlando City
Para el 2015 llega al Orlando City  de la Major League Soccer de Estados Unidos. Debuta el 8 de marzo en el empate a un gol como locales frente a New York City. El 17 de junio marca su primer hat-trick como profesional en empate a cuatro goles en su  visita a Charleston Battery por la Lamar Hunt U.S. Open Cup al final clasificándose en lanzamiento desde el punto penal.

El 30 de abril de 2016 marca su primer gol por la Major League Soccer en el empate a dos goles como visitantes en casa de New England Revolution.

Su primer gol del 2017 lo hace el 29 de abril en la victoria 2 a 0 sobre Colorado Rapids.

### New York Red Bulls
El 3 de enero de 2018 es oficializado como nuevo jugador del New York Red Bulls de la Major League Soccer. Debutó el 22 de febrero por la Liga de Campeones 2018 en el empate a un gol como vivistantes frente a CD Olimpia. Sus primeros dos goles con el club los hace el 10 de marzo completando la goleada 4 por 0 sobre Portland Timbers.

### Atlético Nacional
El 8 de julio de 2018 fue confirmado como nuevo refuerzo del equipo Verdolaga.
A mitad del 2019 emigró al Hapoel Ra'anana de Israel, sin embargo a final de temporada descendió de categoría.

### Club Deportivo Cuenca
El 16 de octubre de 2020 fue confirmado como nuevo refuerzo del Deportivo Cuenca.

### Llaneros Fútbol Club
El 5 de mayo de 2021 fue confirmado como nuevo refuerzo de Llaneros Fútbol Club.

## Estadísticas
| Club                | Temporada           | Liga  | Liga  | Copa Nacional | Copa Nacional | Copa Internacional | Copa Internacional | Total | Total | Prom. · |
| Club                | Temporada           | Part. | Goles | Part.         | Goles         | Part.              | Goles              | Part. | Goles | Prom. · |
| ------------------- | ------------------- | ----- | ----- | ------------- | ------------- | ------------------ | ------------------ | ----- | ----- | ------- |
| Once Caldas         | 2012                | 10    | 0     | 5             | 2             | -                  | -                  | 15    | 2     | 0,13    |
| Once Caldas         | 2013                | 0     | 0     | 6             | 0             | -                  | -                  | 6     | 0     | 0,0     |
| Once Caldas         | Total               | 10    | 0     | 11            | 2             | 0                  | 0                  | 21    | 2     | 0,09    |
| Deportivo Cali      | 2013                | 7     | 1     | 2             | 1             | -                  | -                  | 9     | 2     | 0,22    |
| Deportivo Cali      | 2014                | 29    | 12    | 4             | 0             | 9                  | 3                  | 42    | 15    | 0,36    |
| Deportivo Cali      | Total               | 36    | 13    | 6             | 1             | 9                  | 3                  | 51    | 17    | 0,33    |
| Orlando City        | 2015                | 27    | 0     | 2             | 4             | -                  | -                  | 29    | 4     | 0,13    |
| Orlando City        | 2016                | 21    | 3     | 1             | 0             | -                  | -                  | 22    | 3     | 0,13    |
| Orlando City        | 2017                | 30    | 5     | 1             | 0             | -                  | -                  | 31    | 5     | 0,18    |
| Orlando City        | Total               | 78    | 8     | 4             | 4             | 0                  | 0                  | 82    | 12    | 0,15    |
| New York Red Bulls  | 2018                | 6     | 2     | 0             | 0             | 4                  | 0                  | 10    | 2     | 0,0     |
| New York Red Bulls  | Total               | 6     | 2     | 0             | 0             | 4                  | 0                  | 10    | 2     | 0,0     |
| Atlético Nacional   | 2018                | 18    | 0     | 7             | 2             | -                  | -                  | 18    | 2     | 0,1     |
| Atlético Nacional   | 2019                | 2     | 0     | -             | -             | 1                  | 0                  | 3     | 0     | 0       |
| Atlético Nacional   | Total               | 13    | 0     | 7             | 2             | 1                  | 0                  | 21    | 2     | 0,09    |
| Hapoel Ra'anana     | 2019                | 3     | 0     | -             | -             | -                  | -                  | 3     | 0     | 0,0     |
| Hapoel Ra'anana     | Total               | 3     | 0     | 0             | 0             | 0                  | 0                  | 3     | 0     | 0,0     |
| Deportivo Cuenca    | 2020                | 7     | 1     | -             | -             | -                  | -                  | 7     | 1     | 0,0     |
| Deportivo Cuenca    | Total               | 7     | 1     | 0             | 0             | 0                  | 0                  | 7     | 1     | 0,0     |
| Llaneros F. C.      | 2021                | 14    | 5     | 4             | 1             | -                  | -                  | 18    | 6     | 0,0     |
| Llaneros F. C.      | Total               | 14    | 5     | 4             | 1             | 0                  | 0                  | 18    | 6     | 0,0     |
| La Equidad          | 2022                | 17    | 2     | 3             | 1             | -                  | -                  | 20    | 3     | 0,0     |
| La Equidad          | Total               | 17    | 2     | 3             | 1             | 0                  | 0                  | 20    | 3     | 0,0     |
| Juan Aurich         | 2023                | 9     | 1     | -             | -             | -                  | -                  | 9     | 1     | 0,0     |
| Juan Aurich         | Total               | 9     | 1     | 0             | 0             | 0                  | 0                  | 9     | 1     | 0,0     |
| Total en su carrera | Total en su carrera | 193   | 32    | 35            | 11            | 12                 | 3                  | 240   | 46    | 0,19    |

### Tripletas
| 1 | 17 de junio de 2015 | Blackbaud Stadium, Charleston | Charleston Battery - Orlando City | Anotado · Anotado · Anotado | 4 -4 | Lamar Hunt U.S. Open Cup |

## Palmarés

### Títulos nacionales
| Título                | Equipo            | País     | Temporada |
| --------------------- | ----------------- | -------- | --------- |
| Superliga de Colombia | Deportivo Cali    | Colombia | 2014      |
| Copa Colombia         | Atlético Nacional | Colombia | 2018      |